# Musique népalaise
 (février 2025).
 (février 2025).
Si vous disposez d'ouvrages ou d'articles de référence ou si vous connaissez des sites web de qualité traitant du thème abordé ici, merci de compléter l'article en donnant les références utiles à sa vérifiabilité et en les liant à la section « Notes et références ».
La musique népalaise est profondément liée à la musique indienne, même si le Népal fut un royaume indépendant depuis longtemps et une république actuellement. Partageant la culture hindouiste, on y retrouve en effet le corpus de la musique hindoustanie ainsi que divers types de musiques populaires indiennes, augmenté de quelques variations régionales dues aux nombreuses ethnies peuplant ce petit pays montagneux.
C'est à Katmandou, non loin des grands centres musicaux indiens de Varanasi et Lucknow, que se concentre l'histoire de cette musique. La vallée ayant été en effet le lieu d'instauration des Néwars, en de nombreuses petites cours royales durant le Moyen Âge, notamment celle des rois Malla. De nombreux drames et bhajans (dāpā) datent de cette époque.  
On retrouve aussi une influence de la musique tibétaine dans la musique religieuse des temples bouddhiques.

## Musique savante
La musique hindoustanie sert de musique savante avec très peu de variations d'autant plus que nombre de musiciens népalais font leur apprentissage en Inde tels que Narendra Bataju (disciple de Ravi Shankar). On y retrouve exactement les mêmes râgas et les mêmes instruments (sitar, tabla, etc.), mais il n'y a pas de gharana, une école ou un style particulier à la région. Pour le chant, le khyal et le thumri dominent et bien que chantés en hindi, ils sont compris par la majorité des Népalais dont la langue (le népali) est très proche. 

## Musique folklorique
C'est à l'occasion des nombreux festivals que l'on découvre la riche musique folklorique népalaise ; au coin d'une rue on peut voir une procession musicale célébrant la fin de la mousson, ou son arrivée. On peut aussi trouver des saperas, charmeurs de serpent professionnels jouant du pungi, ou des villageois réunis autour d'un barde pour écouter l'épopée bhârat. Il existe aussi des musiques liées au chamanisme, notamment dans le culte himalayen jarga.
La société népalaise étant structurée en castes, on trouve nombre de castes de musiciens tels les damâi (« tailleurs ») qui se produisent en ensembles panche bâja (पञ्चे बाजा) composés de cinq instruments : jhyali, tyanko ou dholak,  damaha, narsiha, shehnai ou karnal.

### Deuda

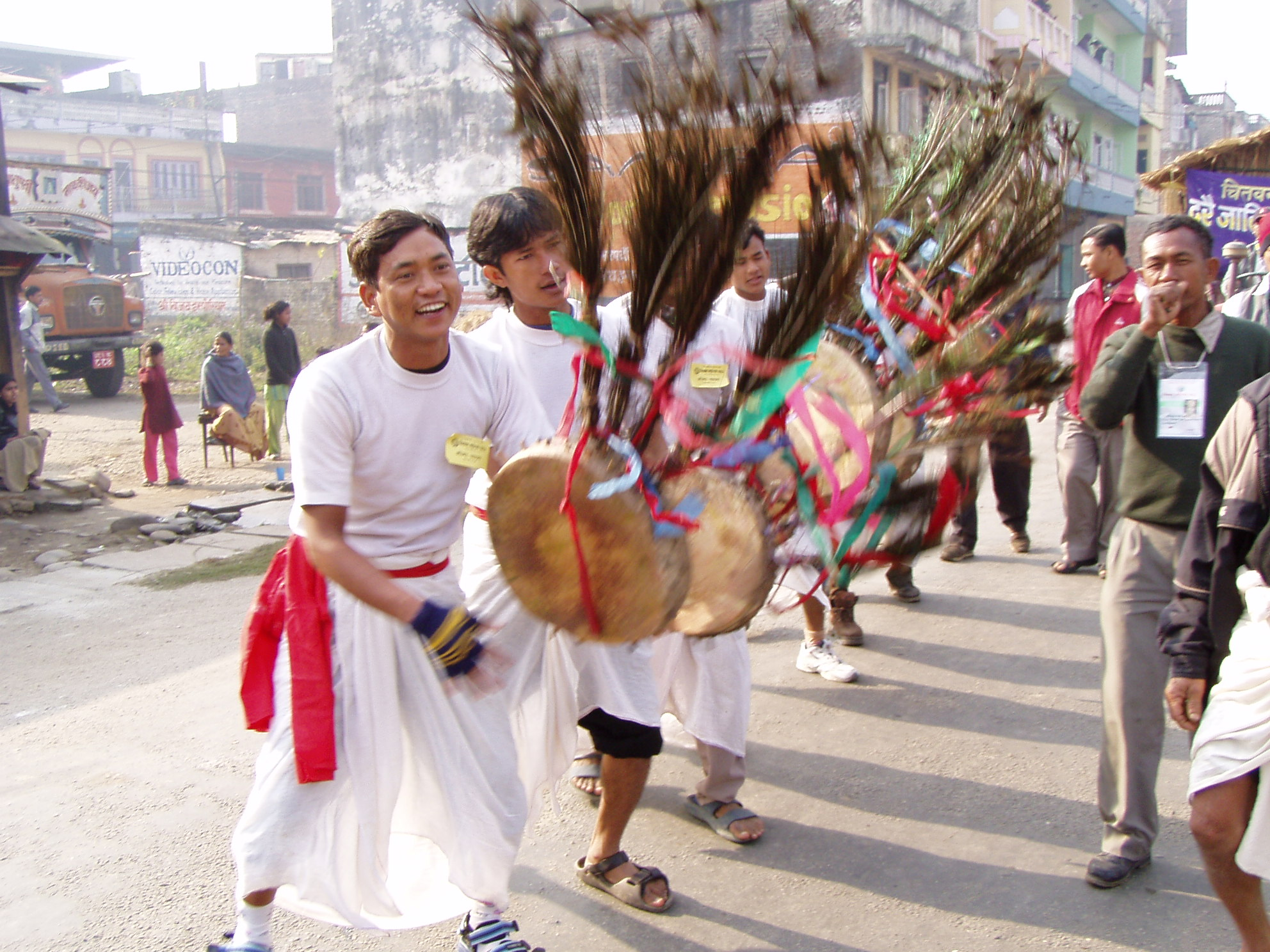
Musiciens folkloriques.

L'ouest du pays (Sudur paschim et Madhya-paschim) est pauvre, mais la culture y est riche. La musique des Deudas comprend plusieurs sous-genres tels thadi bhakha et raheri.

### Khas
Certaines castes (damai), chez les Khas usent volontiers de la musique en accompagnement de cérémonies. Les bardes itinérants gaine jouent du sarangi.

### Gurung
Les Gurungs ont des traditions vivantes telles les danses ghatu et chudka. Ils ont aussi un genre de dancing moderne appelé rodhi, où les jeunes se retrouvent.

### Kiranti
Les Limbus ont des danses aussi (dhaan nach et hol nach). Les Rais ont pour danses : sakela et sakewa ou chandi naach.

### Magar
On trouve deux genres de musiques (salai jo et sorathi) chez les Magars.

### Parbatiyâ
On trouve chez les Parbatiyâ une caste de musiciens gaïnes s'accompagnant au sarangi tout en chantant des chants longs lyriques.

### Sherpa
Les Sherpas ont une musique très variée de type tibéto-birmane.

### Tamang
Les instruments sont réputés chez les Tamangs. La musique selo est basée sur le tambour damphu et le luth tungana. Ce genre n'hésite pas à se mélanger aux influences modernes occidentales.

### Newari
Les Newars ont développé une riche musique percussive avec quelques instruments à vent. Elle accompagne toutes les occasions de la vie, chaque caste (jogi ou kusle, « tailleurs » ; jyapu, « agriculteurs ») ayant ses propres mélodies et groupes les interprétant. Un dieu de la musique Nāsadya se retrouve dans toutes les localités. 
La musique dapha est un genre semi-classique datant de la période Lichhavi et Malla. Il s'agit de musique dévotionnelle basée sur des râgas jouée par des ensembles dapha khalah ; son exécution elle est variable selon les saisons et les festivals : 
- Grishma (été) : Sithinakha to Gathāmuga Chare (chant : Sinjyā)
- Warshā (mousson) : Gathāmuga Chare et Yanlā Punhi (chant : Tukājyā)
- Sharad : (chant : Silu mye)
- Hemant : Dashian (Mohanee) (chant : Mālshree)
- Shishir : (chant : Holi mye)
- Basanta : Shree panchami (Basanta panchami) et Buddha Jayantee

Certaines heures du jour sont aussi propices à certains râgas : 
- Kola : minuit à 1 h
- Namāmi : 1 h à 2 h
- Mālawā : 2 h à 3 h
- Bihan chuli : 3 h à 5 h
- Bhakta : 5 h à 7 h
- Jayashree : 7 h à 9 h
- Māluwā : 9 h à midi
- Bibhaash : midi à 13 h
- Āsāwari : 13 h à 14 h
- Padmajati : 14 h à 15 h
- Deshā : 15 h à 16 h
- Kausi : 16 h à 18 h
- Kedār : 18 h à 19 h
- Wijaya : 19 h à 22 h
- Wimāsa : 22 h à 23 h
- Nāya : 23 h à minuit

## Musique populaire
Malgré l'influence grandissante de la musique populaire occidentale (rock 'n' roll, blues, metal, , etc.) et l'avènement d'une pop (Sashi Rawal) et d'un rock népalais à Katmandou, c'est la filmi indienne qui est encore très largement dominante pour la majorité des Népalais charmés par le cinéma de Bollywood.

## Instruments traditionnels

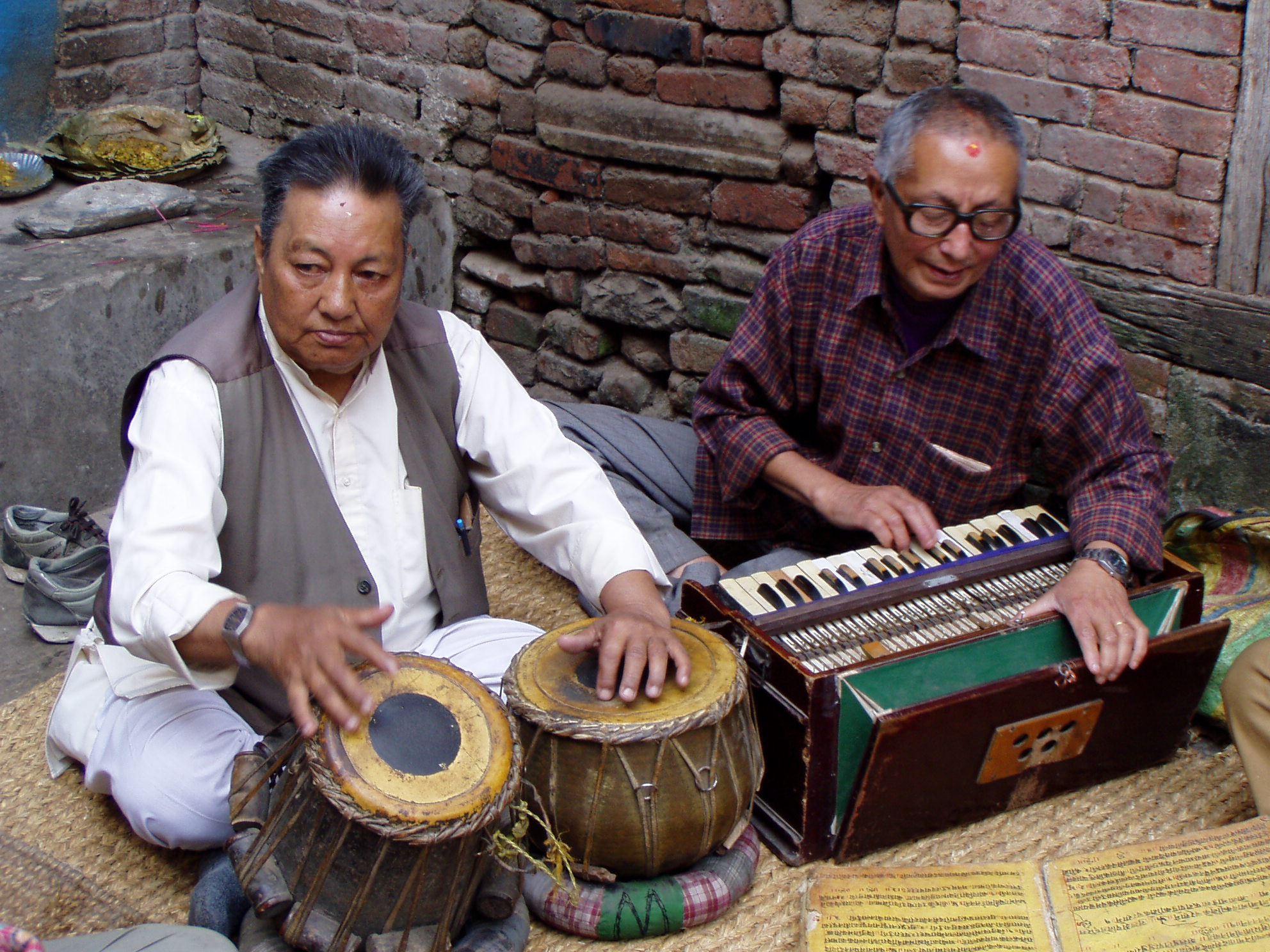
Harmonium et tablâ.

### Vents
- Bansurî
- Baya
- Harmonium
- Kaha
- Karnal
- Narsiha
- Nekû
- Pungi
- Shankha
- Shehnai

### Cordes
- Piwancha
- Sarangi
- Sitar
- Tampura
- Tungana

### Percussions
- Babû ou babûcha
- Bhusyâ
- Chhusyâ ou sichhya
- Dama khin ou dapa khin, yakah khin, joh khin, lala khin et deshi khin
- Dhâ ou gunla bajan
- Damaha
- Damphu
- Damaru ou kal dab dab et kantan dab dab
- Dhangro
- Dhimay
- Dholak
- Gan
- Jhyali
- Kaynpin
- Khin
- Koncha khin
- Magah khin ou madal
- Nagara ou dundubhi, dundhu, dundhub, bheri et adamber
- Nayakhin ou naya khin, dyah khin et seeh bajan
- Madal ou pashima ou mridanga
- Pastah khin ou kwatâ khin
- Tâ
- Tabla
- Tain nain
- Tini muni
- Tyanko

### Musée instrumental
Le  Music Museum of Népal (Nepali Folk Musical Instrument Museum, NFMIM), situé dans une dépendance du Laxmishwor Mahadeb Mandir, quai de Bagmati Marg (rive Nord), près du Teku Bagmati Bridge (et de la passerelle Kalo Pul), quartier de Pachali/Neku, est presque introuvable, faute de tout signalisation visuelle. 
Les rares habitants des rares habitations proches sont les seuls informés capables de signaler quelle est la seule entrée non cadenassée des hauts murs de brique de la cour qui entoure un temple manifestement rarement utilisé. 
Les murs intérieurs de la cour portent une construction de bois abritant le musée au premier étage sur tout le pourtour.
La visite guidée et accompagnée (1000 NRP pour les étrangers en juin 2025), à volonté, en népali ou en anglais, par le gardien/titulaire, permet d'observer entre 1500 et 2000 instruments collectés dans différentes régions du Népal.
Le musée produit et entretient des archives et monographies (papier, cassette audio et vidéo), un livre de synthèse, des cassettes audio, CD, DVD) et organise un festival annuel de films de musique traditionnelle.